# Vnukovói nemzetközi repülőtér
Az  Andrej Nyikolajevics Tupoljev Vnukovói nemzetközi repülőtér (IATA: VKO, ICAO: UUWW) (oroszul: Аэропорт «Вну́ково» и́мени А. Н. Туполева) Moszkva legrégebbi nemzetközi repülőtere. A város központjától kb. 30 km-re délnyugatra helyezkedik el. A szovjet időkben Vnukovó volt a Szovjetunió kormánygépeinek bázisrepülőtere.

## Története
1945 novemberében a Hodinkai-mezőn található Frunze központi repülőtéren megszüntették a rendszeres légi forgalmat, és a Vnukovói repülőtér hivatalosan Moszkva központi repülőterévé vált. 1945-ben innen indultak az Aeroflot nemzetközi légi járatai Európa fővárosaiba, közöttük Budapestre is. 1946-ban Vnukovóról a Szovjetunió 20 nagyvárosába és mintegy 15 európai és ázsiai városba közlekedtek menetrend szerinti légi járatok.
1956. június 15-én a Vnukovói repülőtér a szovjet kormánygépek bázisává vált, és 1956. szeptember 15-én Vnukovóról indult az első sugárhajtású utasszállító gép, a Tu–104-es Irkutszkba.
1963-ban Vnukovóról indult az első rendszeres orosz interkontinentális járat Tu–114-es géppel Havannába.
1993-ban megtörtént a repülőtér privatizálása, létrejött a repülőteret üzemeltető Vnukovói Repülőtér NyRt. (2001-től Vnukovo Nemzetközi Repülőtér NyRt.) és a Vnukovói Légiforgalmi NyRt. 2004. december 23-án elindult a Vnokovói repülőteret a moszkvai Kijevi pályaudvarral összekötő gyorsvasút.
A repülőtér 2019. május 31-étől Andrej Tupoljev repülőgép-tervező nevét viseli.

## Forgalom
Az utasforgalom az elmúlt években az alábbi módon változott:
| Utasok száma | 4 218 000 | 13 487 000 | 4 693 000 | 4 021 000 | 3 091 000 | 5 117 000 | 9 460 303 | 12 733 118 | 21 478 486 | 16 400 000 |
|              | 1965      | 1990       | 1994      | 1998      | 2002      | 2006      | 2010      | 2014       | 2018       | 2022       |

## Légitársaságok és úticélok
2023-ban a Vnukovói nemzetközi repülőtérről az alábbi járatok indulnak:
| Légitársaság                | Célállomások |
| --------------------------- | --- |
| Aero Nomad Airlines         | Bishkek, Osh |
| Air Dilijans                | Yerevan |
| Azerbaijan Airlines         | Baku |
| Azimuth                     | Batumi, Bukhara, Fergana, Ganja, Istanbul, Namangan, Pskov, Qarshi, Tashkent, Tbilisi, Termez, Urgench, Yerevan |
| Azur Air                    | Szezonális charter: Antalya, Bodrum, Colombo-Bandaranaike, Hurghada, Pattaya, Phuket, Sharm El Sheikh, Yerevan |
| Belavia                     | Gomel, Minsk |
| Conviasa                    | Caracas, Havana |
| Fly Arna                    | Yerevan |
| Fly Baghdad                 | Baghdad |
| flydubai                    | Dubai–International |
| FlyOne                      | Yerevan |
| Gazpromavia                 | Bovanenkovo, Nadym, Novy Urengoy, Noyabrsk, Tyumen, Ufa, Yamburg, Yekaterinburg |
| Georgian Airways            | Batumi (újrakezdődik 2023. december 12.), Tbilisi |
| I-Fly                       | Saint Petersburg, Sochi, Yekaterinburg |
| Iraqi Airways               | Baghdad |
| Mahan Air                   | Tehran–Imam Khomeini |
| Meraj Airlines              | Tehran–Imam Khomeini |
| Nouvelair                   | Szezonális: Monastir, Tunis |
| Pegasus Airlines            | Istanbul–Sabiha Gökçen Szezonális: Ankara, Antalya, Bodrum, Dalaman, Gazipaşa, Izmir |
| Pobeda                      | Abu Dhabi, Antalya, Gorno-Altaysk, Gyumri, Istanbul, Istanbul–Sabiha Gökçen, Kaliningrad, Kurgan, Makhachkala, Mineralnye Vody, Novosibirsk, Perm, Petrozavodsk, Saint Petersburg, Saransk, Saratov, Sharm El Sheikh, Sochi, Surgut, Tobolsk, Tomsk, Tyumen, Ufa, Ulan-Ude, Ulyanovsk–Baratayevka, Volgograd, Yekaterinburg Szezonális: Bodrum, Dalaman, Dubai–International, Gazipaşa                    |
| Qanot Sharq                 | Tashkent |
| Rossiya Airlines            | Saint Petersburg |
| RusLine                     | Tambov, Vorkuta, Yoshkar-Ola (felfüggesztve) |
| SCAT Airlines               | Almati, Aktau, Astana, Şymkent |
| Shirak Avia                 | Yerevan |
| Syrian Air                  | Damascus |
| Tailwind Airlines           | Istanbul |
| Turkish Airlines            | Antalya, Istanbul Szezonális: Bodrum, Dalaman |
| Utair                       | Baku, Bukhara, Dushanbe, Fergana, Grozny, Kaliningrad, Kazan, Khanty-Mansiysk, Kogalym, Krasnoyarsk–International, Kurgan, Magas, Makhachkala, Mineralnye Vody, Minsk, Murmansk, Nakhchivan, Naryan-Mar, Noyabrsk, Saint Petersburg, Samara, Samarqand, Sochi, Surgut, Syktyvkar, Tashkent, Tyumen, Ufa, Ukhta, Usinsk, Vladikavkaz, Yakutsk, Yerevan Szezonális: Beloyarsky Szezonális charter: Zanzibar |
| UVT Aero                    | Bugulma (újrakezdődik 2023. december 2.), Tobolsk (újrakezdődik 2023. december 2.) |
| Uzbekistan Airways          | Bukhara, Fergana, Namangan, Navoiy, Nukus, Qarshi, Samarqand, Tashkent, Termez, Urgench |
| Vologda Aviation Enterprise | Vologda |
| Yakutia Airlines            | Makhachkala, Mineralnye Vody, Neryungri, Novokuznetsk, Pevek, Sabetta, Sochi, Yakutsk |
| Yamal Airlines              | Tyumen |